# MAZ
MAZ (bělorusky МАЗ, Мінскі аўтамабільны завод; rusky Минский Автомобильный Завод; Minský automobilový závod) je běloruský státní výrobce nákladních automobilů, autobusů, trolejbusů a odpalovacích vozidel TEL se sídlem v Minsku, jeden z největších ve východní Evropě.
21. června 2021 byla firma a její generální ředitel Valerij Ivankovič zařazena na sankční listinu Evropské unie kvůli represím namířeným proti zaměstnancům, kteří se zúčastnili masových protestů proti autoritářskému režimu Alexandra Lukašenka po kontroverzních prezidentských volbách 2020. Sankce zavedla i Kanada a později Švýcarsko, Spojené státy americké a Ukrajina.

## Galerie

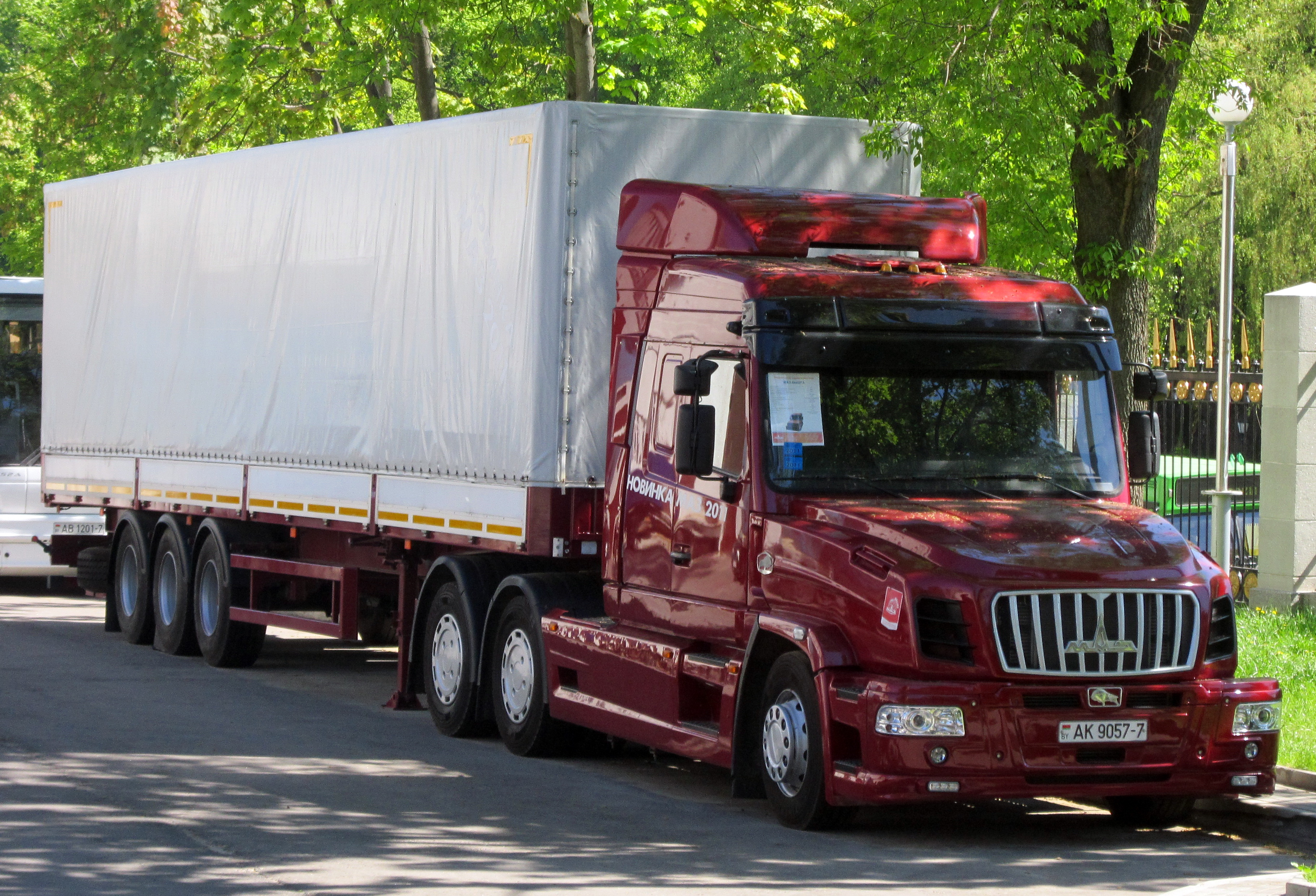
MAZ 6440
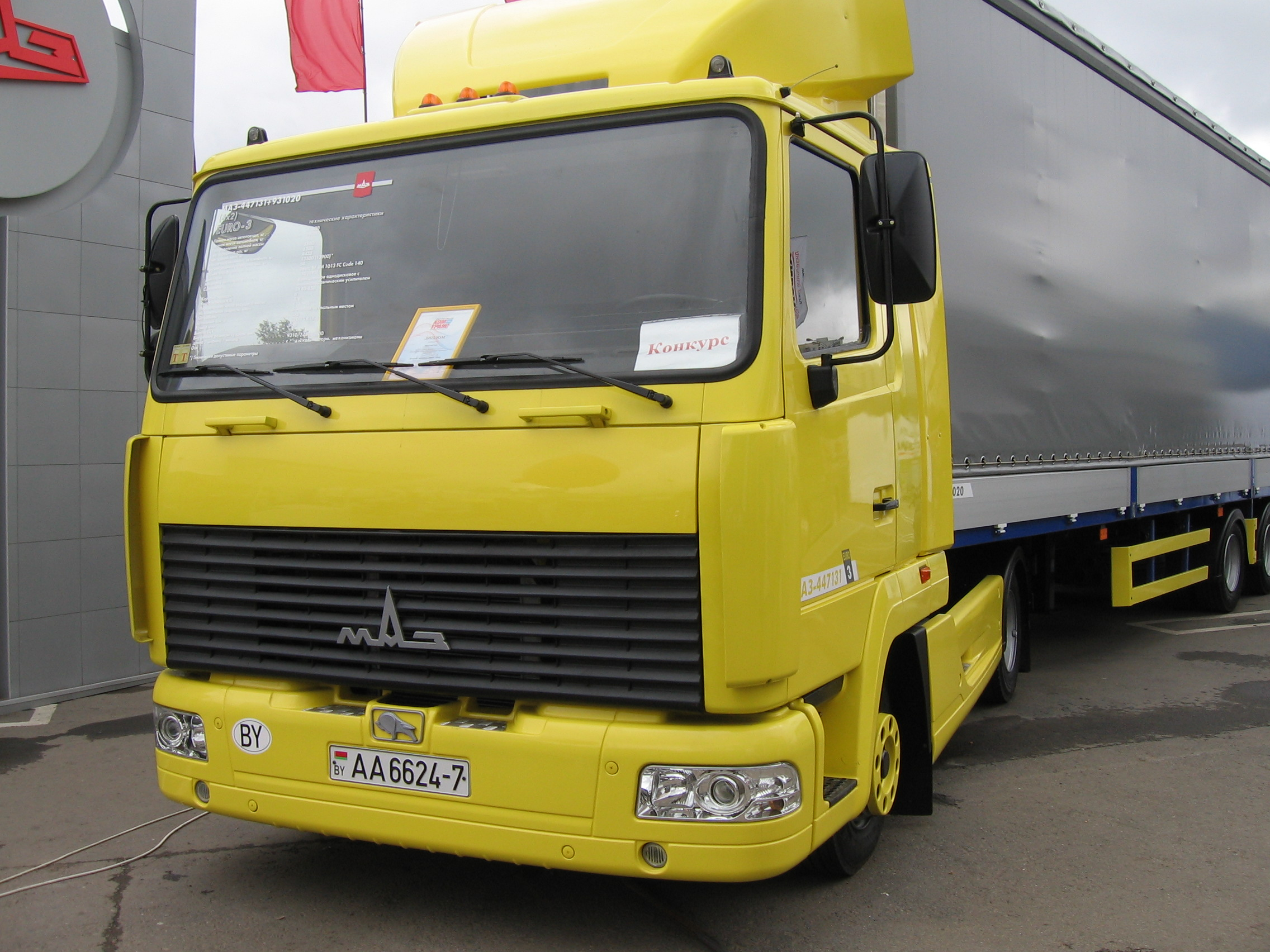
MAZ 447131
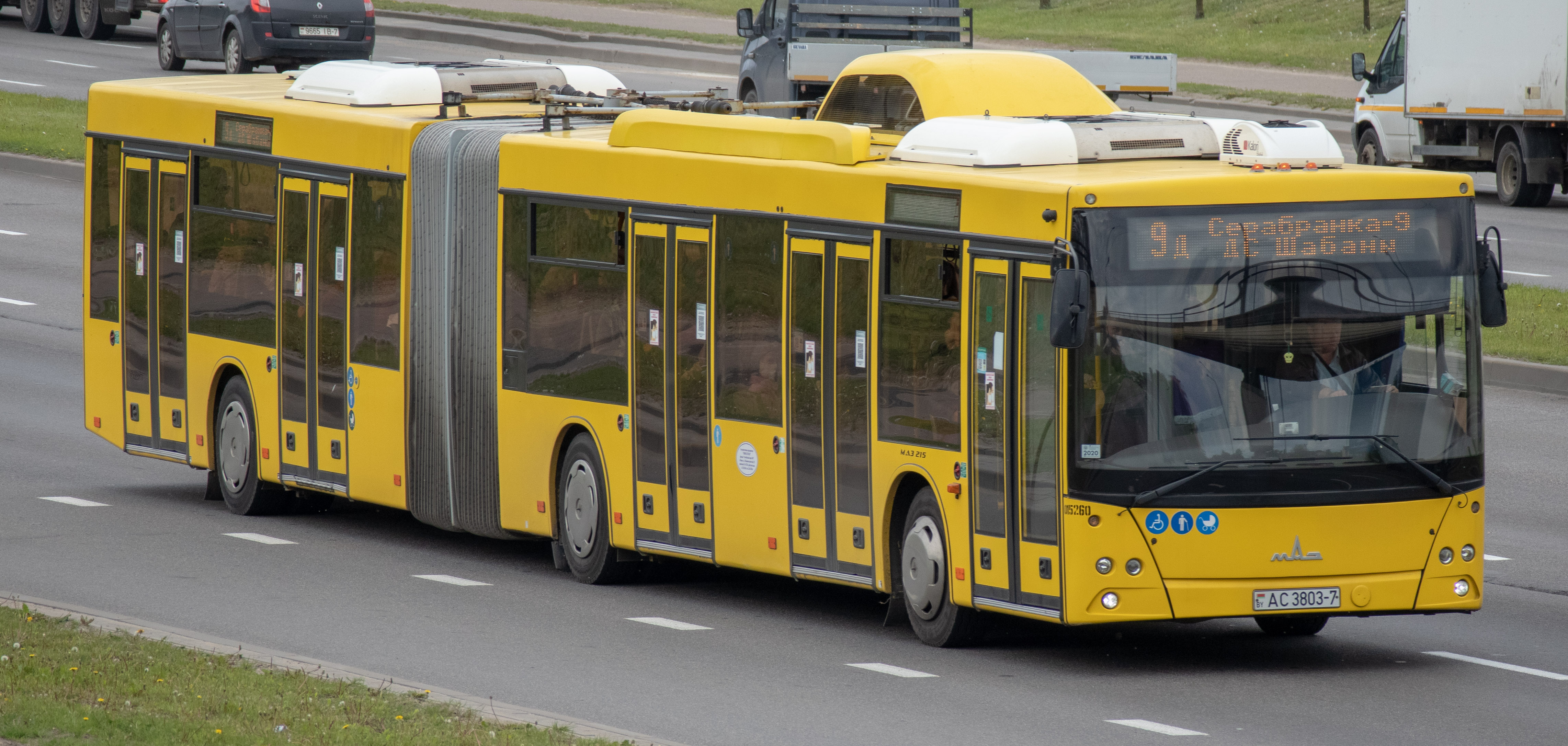
MAZ 215
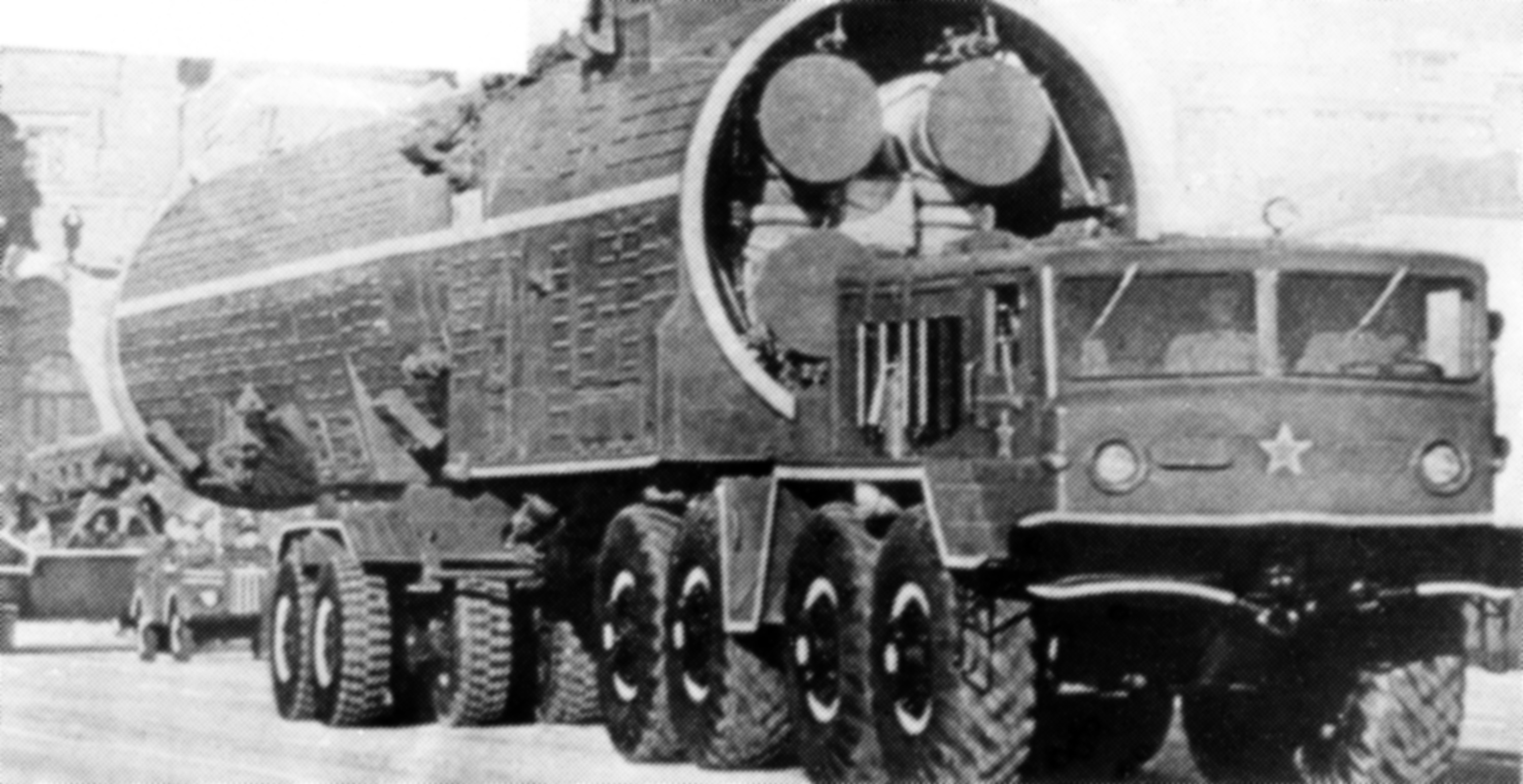
MAZ-537
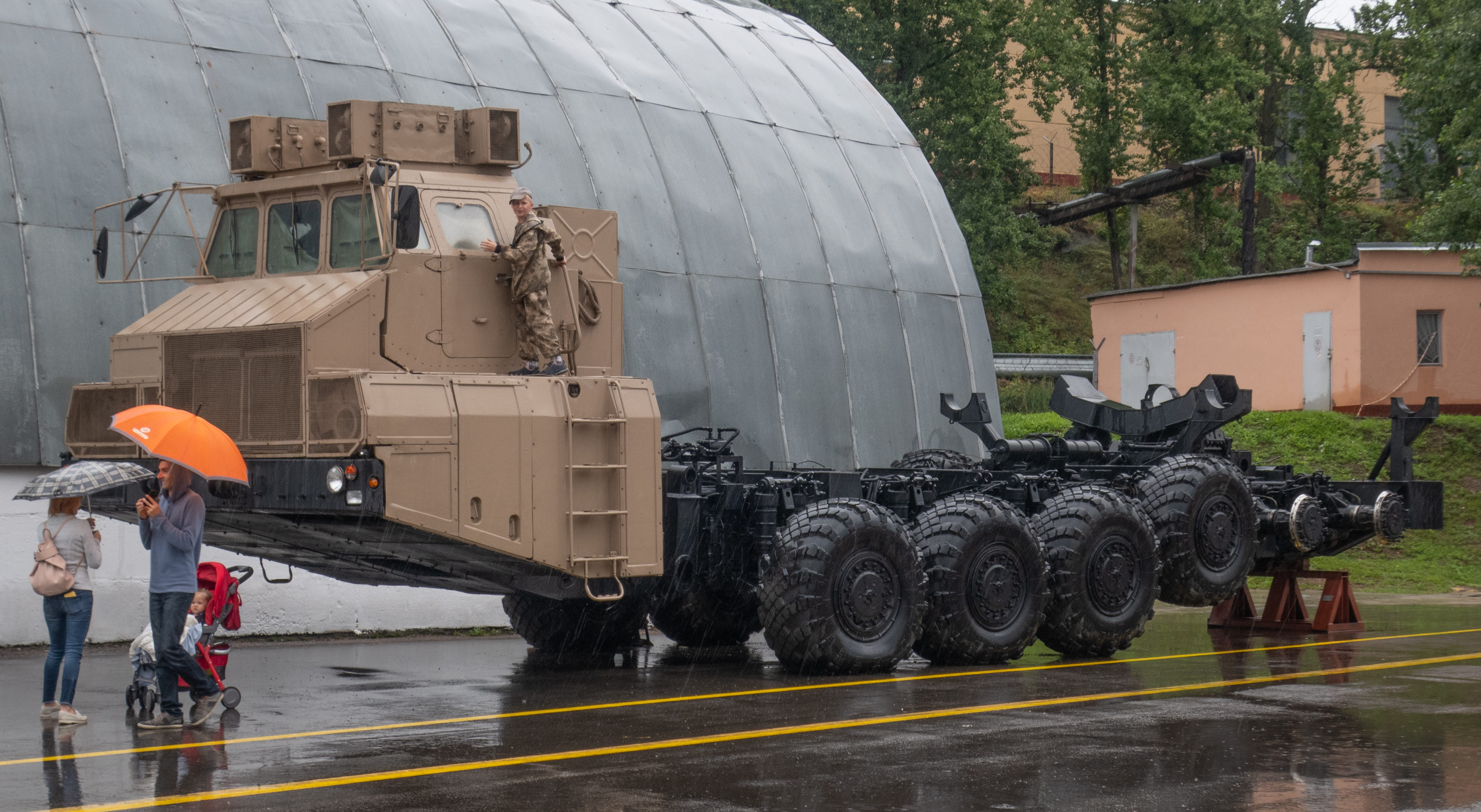
MAZ-7907
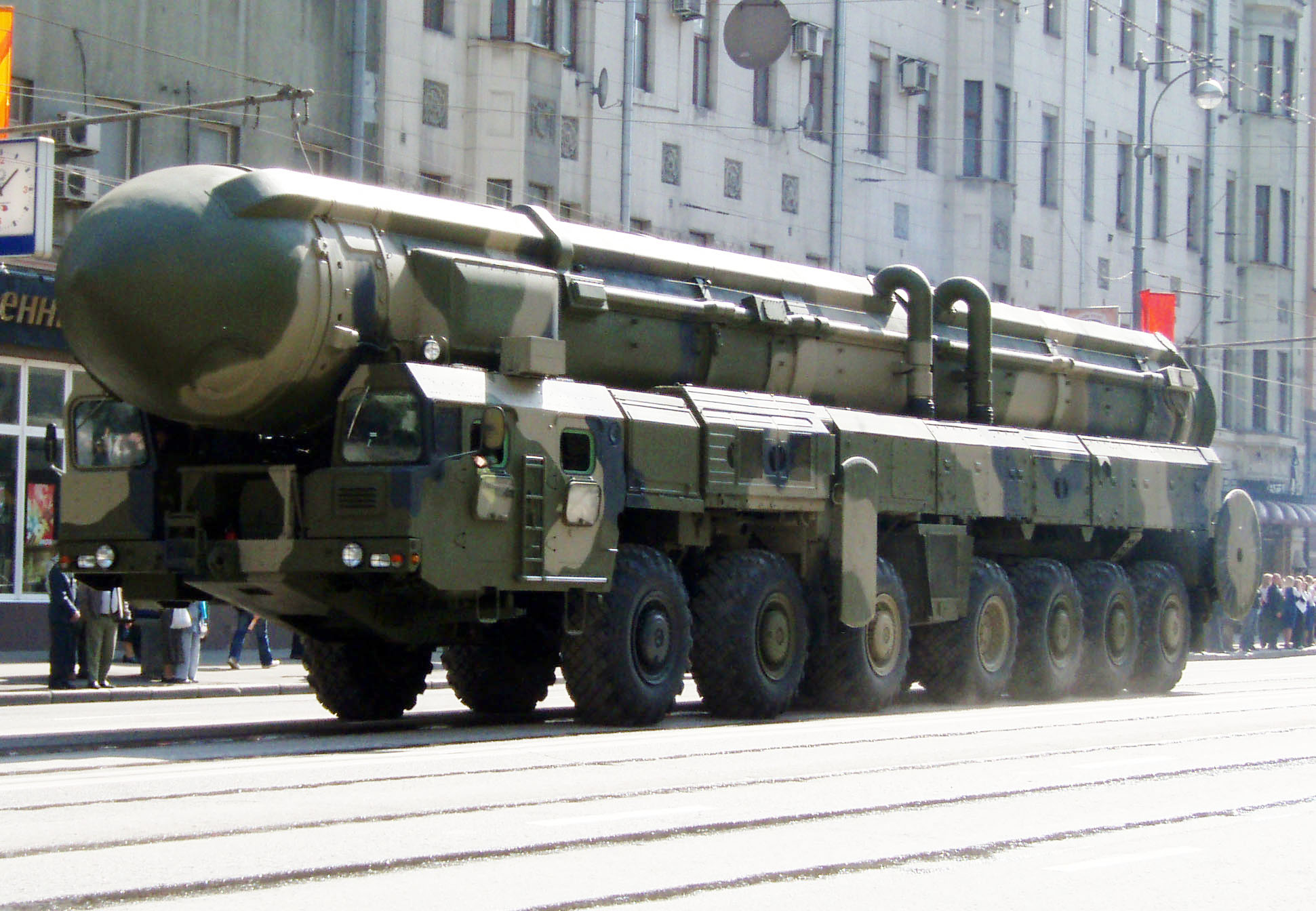
MAZ-7917